# Rémy N'Gono
J.Rémy NGono, ou Rémy NGono, né en 1968 au Cameroun, est un animateur sportif et animateur de radio Camerounais vivant en France depuis le milieu des années 2000.

## Biographie
Le 5 avril 1999, il fonde Radio Télévision Siantou, la première radio privée du Cameroun. Il en est le responsable et l'animateur de l'émission satirique Coups francs, volontiers critique à l’égard du pouvoir. Il terminait toujours son émission par sa célèbre citation : Dieu pardonne, moi pas ! En août 2003, le gouvernement de Paul Biya le fait incarcérer et il purge une peine de 6 mois de prison.
À sa libération, il quitte le Cameroun et est accueilli en France par la Maison des journalistes, une association qui vient en aide et héberge des journalistes victimes de persécution dans leur pays.
Alors qu'il devait être chroniqueur dans l'émission N'ayons pas peur des mots sur I-Télé, on lui propose d'être chroniqueur dans l'émission N'ayons pas peur du foot pendant la coupe du monde de football 2006. Depuis cette date, il est journaliste sportif.
Avec une prise de parole, des citations de proverbes africains et des commentaires d'une certaine radicalité, il devient ensuite chroniqueur irrégulier dans l'After Foot sur RMC.
Après avoir quitté RMC en 2007, il rejoint les équipes d'On refait le match sur RTL.
Il est chroniqueur dans Direct Sport sur Direct 8 de septembre 2008 à décembre 2009 et dans Cap sport sur Cap 24. Lors de la coupe du monde de football 2010, il est éditorialiste sur le site internet du 10 Sport et sur sa webradio (Goom Radio).
Hors sport, il intervenait dans l'émission Médias d'Afrique présentée par Alain Foka sur RFI et dans La vraie émission présentée par Frédérique Bangué sur la chaîne de télévision panafricaine 3A Télésud. Depuis novembre 2010, il est chroniqueur régulier dans l'émission football de RFI, Radio Foot Internationale.
Le 18 juillet 2022, il est condamné à deux ans de prison par la justice centrafricaine pour outrage au président Faustin-Archange Touadéra. Ce jugement fait suite aux déclarations de Rémy Ngono accusant le président centrafricain de protéger l’homme d’affaires camerounais Émile Parfait Simb, poursuivi pour escroquerie dans plusieurs pays.

## Publications
- Comme le dit un proverbe africain, éditions Prolongations, 12 mai 2010.

## Source
- Rémy Ngono refait le match, Pascal Ceaux, L'Express, 8 février 2008.